# Mycetophila paralativitta
Mycetophila paralativitta är en tvåvingeart som beskrevs av Duret 1991. Mycetophila paralativitta ingår i släktet Mycetophila och familjen svampmyggor. Inga underarter finns listade i Catalogue of Life.